# Chotowica
Chotowica (ukr. Хотовиця) – wieś na Ukrainie w rejonie krzemienieckim należącym do obwodu tarnopolskiego.